# قرارداد تونل‌زنی نقطه‌به‌نقطه
مه ۲۰۱۳}}
قرارداد تونل‌زنی نقطه‌به‌نقطه (به انگلیسی: PPTP یا Point to Point Tunneling Protocol) روشی برای پیاده‌سازی شبکه خصوصی مجازی است. PPTP با استفاده از یک کانال کنترل بر روی از TCP و یک تونل GRE عامل به محفظهای قرار دادن بسته‌های PPP است.
PPTP از سرشناس‌ترین انواع اتصالات وی‌پی‌ان است و به وسیلهٔ بسیاری از دستگاه‌ها پشتیبانی می‌گردد. به دلیل آنکه این اتصال نقطه‌به‌نقطه است راه‌اندازی و آرایش آسانی دارد و سرعت آن در میان باقی اتصالات بالاست. سرویس‌های دیوار آتش مانند ISA Server یا Cisco PIX و Sonic Wall این پروتوکل را تصدیق می‌کنند.
PPTP داده‌ها را با نرخ ۱۲۸ بیت رمزگذاری می‌کند که این نرخ این پروتوکل را به دستهٔ ضعیف ترین‌ها منتقل می‌کند. همچنین این اتصال ضعف‌های دیگری نیز در گذشته داشته‌است. البته اکنون بسیاری از مشکلات این اتصال رفع گشته است.